# 偽細頸蟲科
偽細頸蟲科（Aderidae）為鞘翅目擬步總科的一個科，英文俗名為「ant-like leaf beetles」，外型上狀似螞蟻。本科由大約50個屬，將近1000個種所組成，雖然牠們大部分生活於熱帶區域，但整體來說是全球均有本科物種的分布。

## 形態學
如同蟻形蟲科的其他昆蟲，雖然牠們的頭部緊縮在前胸背板前緣裡，形成類似頸部的構造，但前胸的後端並不如蟻形蟲般那麼狹窄。其複眼表面為顆粒狀並披覆著細毛，前兩節的腹板癒合在一起，僅在一些類群才看的見縫線。偽細頸蟲的體長約在 1~4 毫米。

## 生物學
同俗名所言，大部分的成蟲都發現於喬木及灌木植物的葉背，而幼蟲則在朽木、腐葉以及其他昆蟲的巢穴中被發現。

## 分類學
本科的屬群分類列表如下，多為毛里斯·匹克於1910年所建立。

### 成員屬別
- Aderus（英语：Aderus）
- Agacinosia
- Agenjosia
- Anidorus（瑞典语：Anidorus）
- Ariotus（瑞典语：Ariotus）
- Axylophilus（瑞典语：Axylophilus）
- Beltranosia
- Candidosia
- Carinatophilus
- Cnopus（瑞典语：Cnopus）
- Cobososia
- Dusmetosia
- Elonus（瑞典语：Elonus）
- Emelinus（瑞典语：Emelinus）
- Escalerosia
- Euglenes（瑞典语：Euglenes）
- Ganascus（瑞典语：Ganascus）
- Gonzalosia
- Gymnoganascus（瑞典语：Gymnoganascus）
- Hintonosia
- Megaxenus
- Menorosia
- Mixaderus
- Otolelus
- Phytobaenus（瑞典语：Phytobaenus）
- Pseudananca
- Pseudanidorus
- Pseudariotus（瑞典语：Pseudariotus）
- Pseudolotelus
- Saegerosia
- Scraptogetus
- Syzeton
- Syzetonellus
- Syzetoninus
- Tokiophilus
- Vanonus（瑞典语：Vanonus）
- Zarcosia
- Zonantes（瑞典语：Zonantes）